# Seweryn Sterling

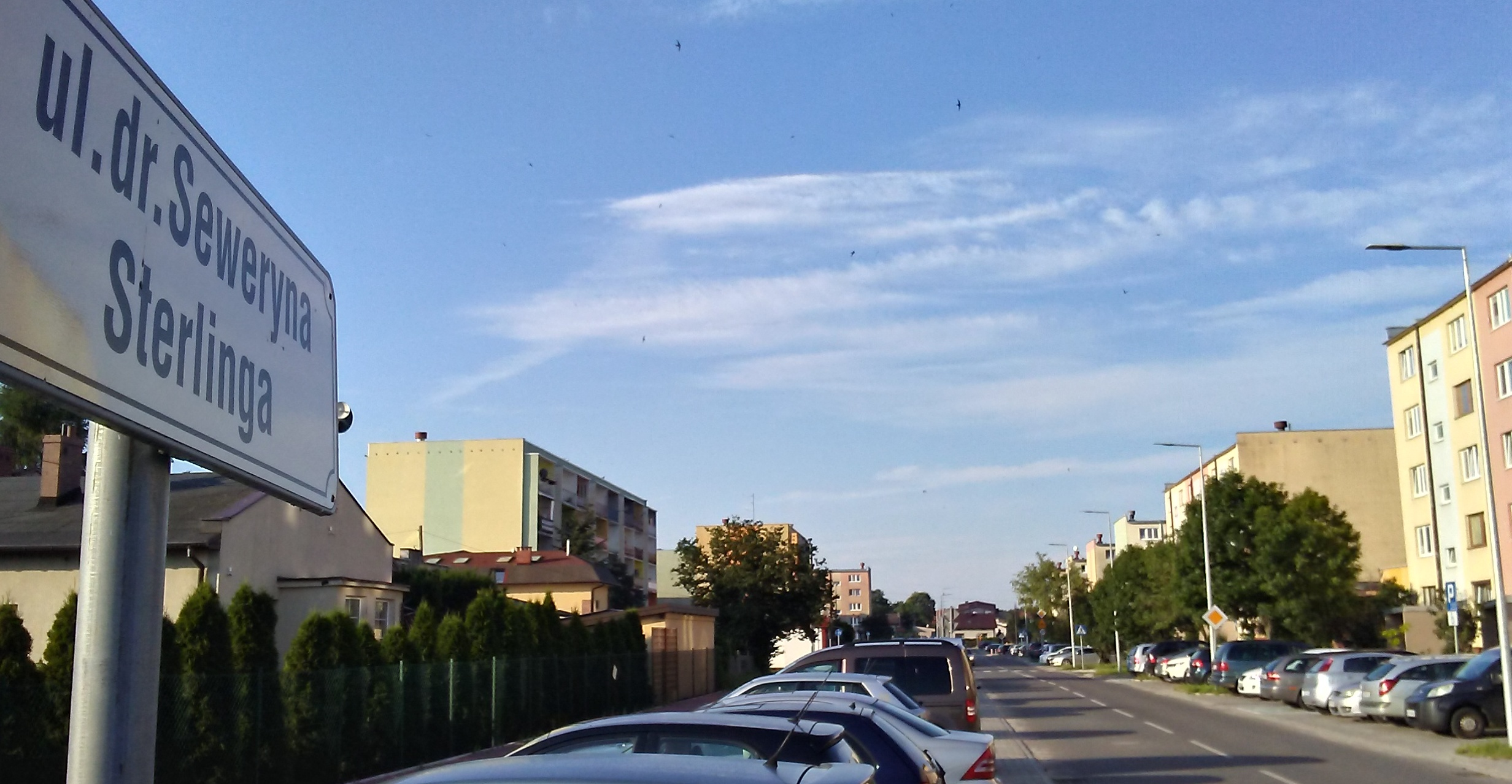
Ulica Seweryna Sterlinga w Tomaszowie Mazowieckim

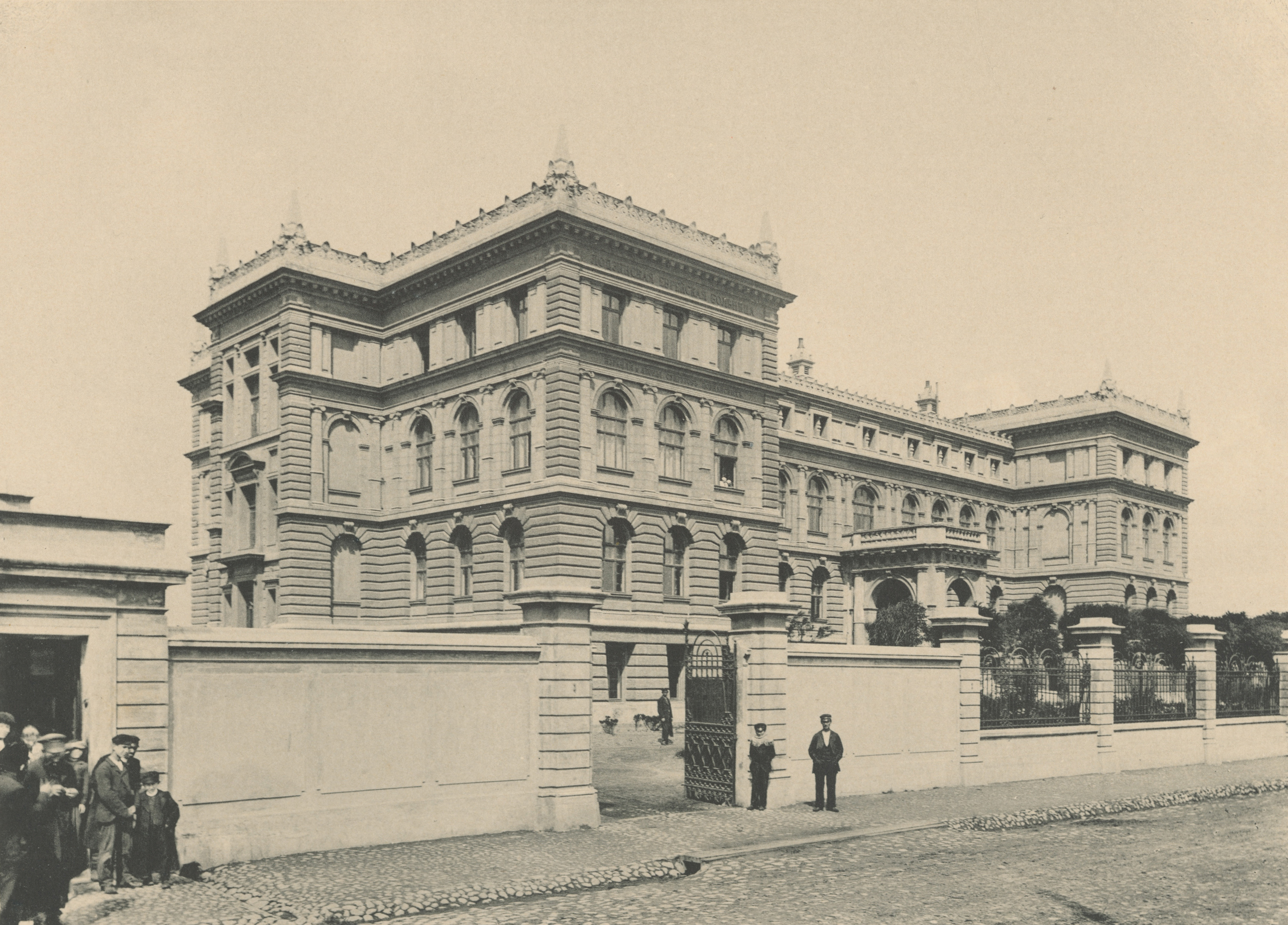
Szpital im. L. i I. Poznańskich – Szpital im. Seweryna Sterlinga przy ulicy Sterlinga 1/3

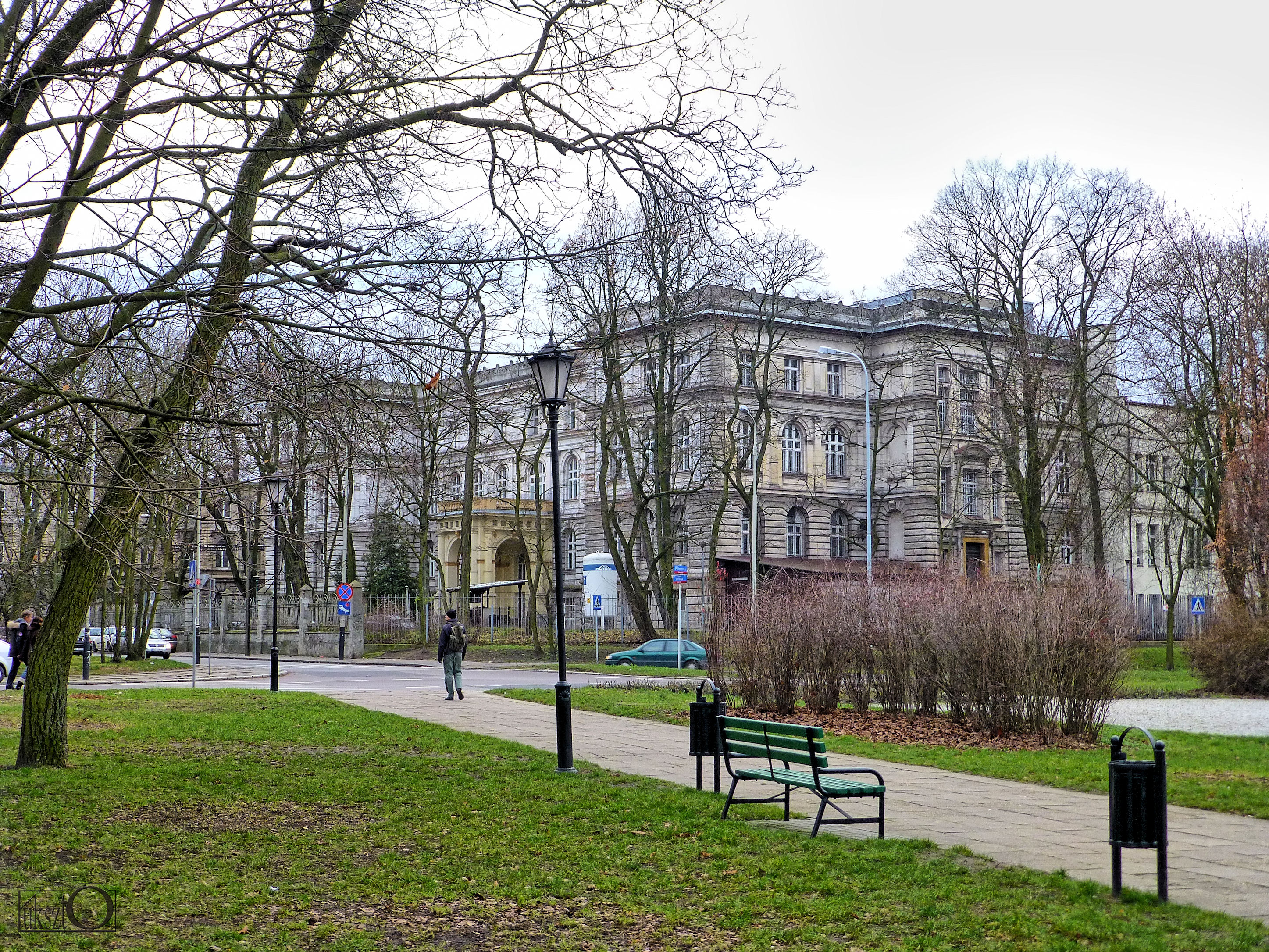
Szpital im. S. Sterlinga w Łodzi, stan obecny

Seweryn Leopold Sterling (ur. 6 kwietnia 1864 we wsi Gustek, dziś w granicach Tomaszowa Mazowieckiego, zm. 6 sierpnia 1932 w Rabce) – polski lekarz żydowskiego pochodzenia, popularyzator higieny i oświaty sanitarnej, działacz społeczny.
Był twórcą łódzkiej szkoły ftyzjatrycznej, ukierunkowanej na profilaktykę gruźlicy. Opracował powszechnie przyjęty podział kliniczny gruźlicy płuc, uwzględniający zarówno obraz anatomopatologiczny, jak i dynamikę procesu chorobowego (1913–1926).

## Życiorys

### Okres tomaszowski i studia
Urodził się w miejscowości Gustek, obecnie będącej częścią Tomaszowa Mazowieckiego. Pochodził z rodziny żydowskiej; był synem Jakuba i Franciszki z Goldmanów. Jego bratem stryjecznym był neurolog Władysław Sterling (1877–1943).
Studiował medycynę na Cesarskim Uniwersytecie Warszawskim (1883–1889). Staże specjalistyczne odbył w klinikach Wiednia, Monachium i Jeny.
Po studiach powrócił do rodzinnego Tomaszowa, przyjmując stanowisko lekarza przy fabryce Dawida Bornsteina. W 1892 założył pierwszą w Tomaszowie Mazowieckim stację bakteriologiczną. W czasach pracy w dynamicznie rozwijającym się wówczas mieście podjął również pierwsze socjomedyczne badania w środowisku robotniczym, które opublikował w 1894 na łamach Pamiętnika Towarzystwa Lekarskiego Warszawskiego i Zdrowia.

### Okres łódzki
W 1894 zamieszkał w Łodzi na stałe i podjął pracę jako lekarz w fabryce Towarzystwa Akcyjnego Rosenbat i Jarociński. W 1898 powstał z jego inicjatywy pierwszy w Łodzi oddział dla chorych na gruźlicę w szpitalu żydowskim im. małż. Poznańskich przy obecnej ul. S. Sterlinga 1/3.
W czasie rewolucji 1905 roku był działaczem Związku Postępowo-Demokratycznego, sympatyzował z ruchem rewolucyjnym. W trakcie tzw. powstania łódzkiego ukrył w szpitalnej suterenie rannego Franciszka Joachimiaka z Socjaldemokracji Królestwa Polskiego i Litwy. Leczył go przez trzy tygodnie w tajemnicy przed funkcjonariuszami carskimi. W jego mieszkaniu odbywały się zebrania łódzkiej organizacji Polskiej Partii Socjalistycznej, tzw. biura partyjne.
W okresie rewolucyjnym wraz z łódzkimi lekarzami Karolem Jonscherem i Stanisławem Serkowskim zorganizował naradę 70 lekarzy, specjalistów w zakresie leczenia gruźlicy, reprezentujących funkcjonujące w tym czasie ośrodki leczenia gruźlicy na terenie Królestwa Polskiego.
W 1906, wraz z Mieczysławem Kaufmanem, był inicjatorem powstania Towarzystwa Krzewienia Oświaty (początkowo jako Sekcja Nauczania Analfabetów przy Towarzystwie Lekarskim), a w 1907 r. inicjatorem powstania stowarzyszenia społeczno-lekarskiego i jego 1. wiceprezesem Ligi Przeciwgruźliczej w Łodzi (od 1916 – prezes). W 1910 doprowadził do powstania pierwszej w Łodzi przychodni przeciwgruźliczej, do której zadań należało m.in. bezpłatne rozdawnictwo leków i żywności, poradnictwo lekarskie i badania bakteriologiczne. Jego inicjatywą było wybudowanie sanatorium przeciwgruźliczego na Chojnach i w Łagiewnikach.
Po odzyskaniu przez Polskę niepodległości w 1918 r. współtworzył i był jednym z kierowników Wydziału Zdrowotności Publicznej. Przewodził zarządowi łódzkiemu Towarzystwa Lekarskiego i sekcji gruźliczej Międzynarodowego Związku Walki z Alkoholizmem „La Croix Bleue” (Błękitny Krzyż), który miał siedzibę w Genewie.
W latach 1930–1932 był kierownikiem Katedry Higieny Szkolnej Wolnej Wszechnicy Polskiej w Łodzi (1928–1932) i wykładowcą higieny społecznej na tej uczelni oraz dyrektorem Szpitala im. Poznańskich w Łodzi (noszącego jego imię).
Był również publicystą i działaczem społecznym. W latach 1899–1903 redagował organ Towarzystw lekarskich Prowincjonalnych Królestwa Polskiego. W latach 1909–1910 współpracował z miesięcznikiem „Gruźlica”, poświęcony walce z tą chorobą. W 1915 wszedł do zarządu okręgu łódzkiego Ligi Państwowości Polskiej, która czynnie popierała tworzące się w tym czasie legiony J. Piłsudskiego i wydawała pismo „Strażnica”. W serii wydawniczej „Robotnicza Biblioteka Higieniczna” opublikował wiele popularnych broszur z zakresu higieny i medycyny gruźlicy. Uczestniczył w organizacji Biblioteki Publicznej w Łodzi (obecnie (2019) Wojewódzka Biblioteka Publiczna im. Marszałka Józefa Piłsudskiego w Łodzi). Był też członkiem Narodowej Loży Wolnomularzy im. G. Narutowicza, powstałej w 1926 roku. Spoczywa na Nowym Cmentarzu Żydowskim w Łodzi.

## Ordery i odznaczenia

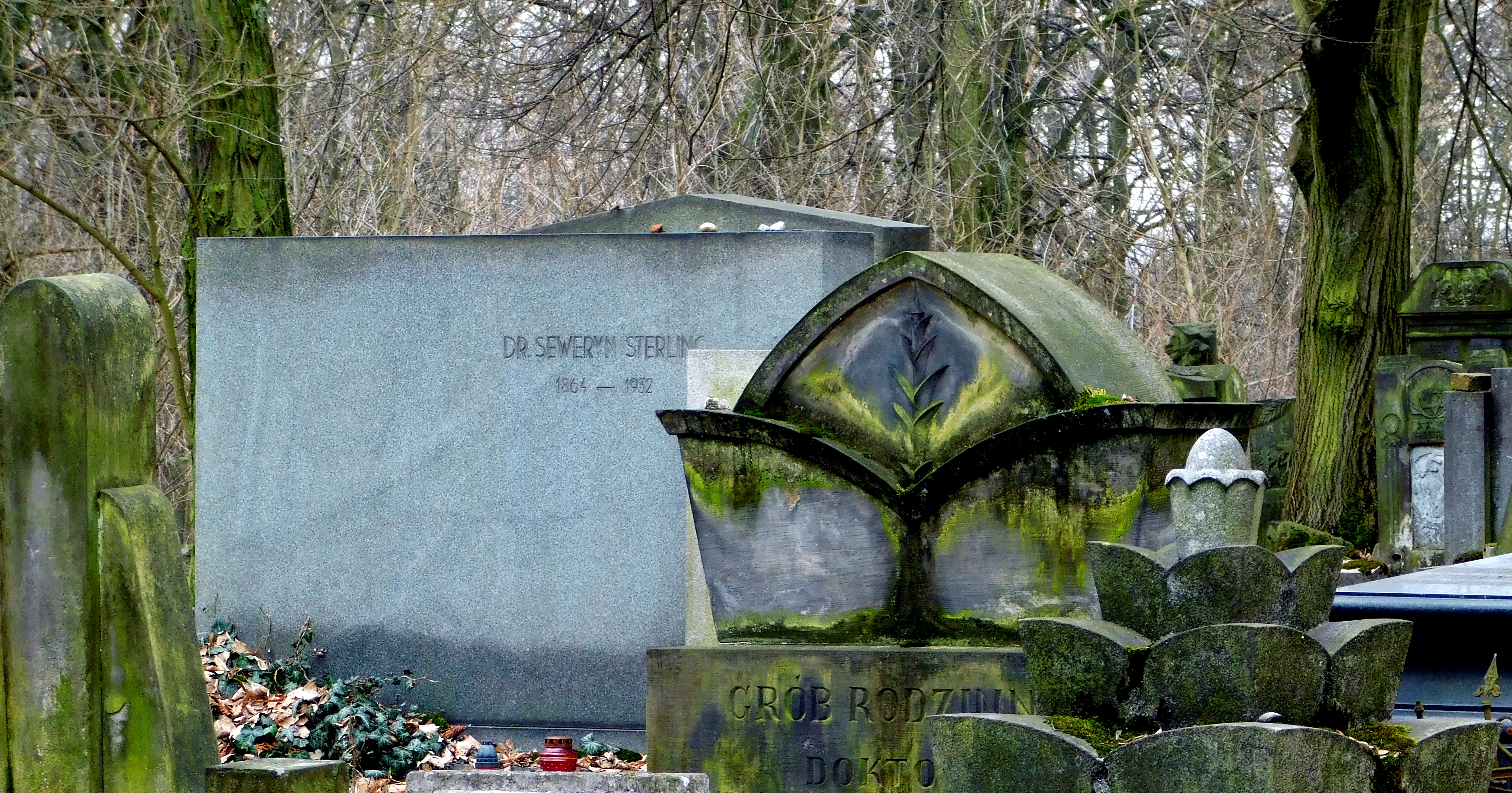
Grób Seweryna Sterlinga

- Złoty Krzyż Zasługi (20 grudnia 1927)[6]

## Upamiętnienie
- Jest patronem szpitala w Łodzi i ulicy przy której znajduje się placówka.

- W rodzinnym Tomaszowie Mazowieckim jest patronem jednej z ulic nieopodal największego szpitala[7].